# 日本沟稃草
日本沟稃草（学名：Aulacolepis japonica）为禾本科沟稃草属下的一个种。

## 扩展阅读
- 維基物種上的相關：日本沟稃草